# Kursächsisches Kürassierregiment K 3 (1756)
Das Regiment wurde 1698 als Wolfenbüttel-Dragoner in sächsische Dienste übernommen und 1748 in ein Kürassier-Regiment umgewandelt. Im Siebenjährigen Krieg kam es in preußische Dienste, die meisten Soldaten desertierten aber. Es wurde 1763 wieder aufgestellt und kämpfte 1806 zunächst mit Preußen gegen die Franzosen, aber ab 1808 gegen die Preußen und wurde 1812 in Russland vernichtet, nur 13 Offiziere und 3 Mann kehrten zurück. Offiziell wurde es 1813 in die Leib-Kürassier-Garde übernommen. Als Namen führte er den des jeweiligen Chefs.

## Chefs
- 1698 Ludwig Rudolph zu Braunschweig Wolffenbüttel
- 1701 Oberst von Milkau (1670–1740),
- 1717 Oberst von Birkholz wurde als Generalmajor 1726 zur Garde du Korps versetzt
- 1726 Oberst Ludwig Brand von Arnstedt auf Bendeleben (* 1644; † 1732)[4]  (auch:von Arnstedt der Ältere)
- 1732 Oberst von Arnstedt der Jüngere wurde 1741 Generalmajor († 1745)[5]
- 1741 Oberst Carl Heinrich von Rechenberg († 1762) wurde Generalmajor und Inspekteur der Kavallerie
- 1748 Generalleutnant Prinz von Schwarzburg-Sondershausen
- 1749 Generalleutnant Fürst Anhalt-Dessau  (1705–1781)
- 1781–1786 Vakant
- 1786 Generalmajor Karl August Christoph von Rex (starb vor der Übernahme)
- 1786 Generalmajor Moritz von Bellegarde (1743–1792), 1788 Inspekteur der Kavallerie
- 1789 Generalmajor Hans Gottlob von Zezschwitz (1736–1818), 1801 General der Kavallerie
- 1801 Generalmajor Franz Adam von Kochtitzki (Kochtizky) (* 1731; † 1810), ging 1808 in Pension
- 1808 Generalmajor von Zastrow, 1809 Generalleutnant und Kommandant von Leipzig

## Kommandeure
- 1698 Oberst von Milkau wurde 1701 Chef des Regiments
- 1710 Oberst Dam Sigmund von Pflugk († 1735)
- 1714 Oberst von Birkholz wurde 1717 Chefs des Regiments
- 1717 Oberst von Dallwitz
- 1763 Oberst von Buttler († 1770)
- 1770 Oberst Kölbel von Geysing (1778 pensioniert)
- 1778 Oberst von Grünsberg wurde 1778 Generalmajor
- 1778 Oberst Joachim Heinrich (III.) von Dürfeldt († 1785)
- 1786 Oberst von Kurnakowski
- 1788 Oberst Albrecht Friedrich von Malmberg († 1804), versetzt zur Leibkürassiergarde
- 1793 Oberst von Örtzen, versetzt zu den Prinz-Albrecht-Chevauxlegers
- 1800 Oberst Friedrich Senfft von Pilsach, versetzt zu den Prinz-Clemens-Chevauxlegers
- 1801 Oberst Hochheimer, versetzt zu den Prinz-Johann-Chevauxlegers († 1806 im Gefecht bei Schleiz)[6]
- 1804 Oberst von Schlieben
- 1808 Oberst Heinrich Ludwig von Urlaub (1750–1826)
- 1810 Oberst Friedrich Ludwig von Grünenwald (gestorben in Ostrowo)
- 1812 Oberst Franz Julius von Trützler (gefallen bei Orza)

## Geschichte
Im Jahr 1698 als ein Dragonerregiment dem König August II. vom Herzog von Wolffenbüttel überlassen. Es focht im Großen Nordischen Krieg  bis 1706 in Polen und dann bis 1713 in Brabant im Spanischen Erbfolgekrieg. 1717 wurde das reduzierte Dragonerregiment St. Paul in das Regiment integriert. Es kämpfte in den Feldzügen von 1733 bis 1735 im Polnischen Erbfolgekrieg in Polen. Während der Schlesischen Kriege kämpfte er in Böhmen und Sachsen. Im Jahr 1748 wurde er zu einem Kürassierregiment durch integrieren des Kürassierregiments Dallwig. Aber 1749 musste es 4 Kompanien abgeben. Am Beginn des Siebenjährigen Krieges im Jahr 1756 kapitulierte die sächsische Armee. Das Regiment wurde völlig unter die Preußische Kavallerie verteilt. Die Mannschaft desertierte aber. Sie gingen in österreichische Dienste und trafen sich in Ungarn wieder. Ab 1758 als Grenadiers bei der sächsischen Infanterie, wurde es 1761 beritten gemacht und der Garde du Korps einverleibt. Nach dem Frieden von Hubertusburg im Jahr 1763 wurde das Regiment mit 4 Eskadrons wieder aufgestellt. Hierzu kam 1764 eine Karabinierkompanie, welche 1770 zur Garde du Korps versetzt wurde. Es hat hierauf dem Feldzug vom 1778 und 1779 beteiligt, nachdem es 1778 durch Mannschaften der eingegangenen Kürassierregimenter Arnim und Graf Ronnow verstärkt worden war. 1795 war es bei Reichskontingent am Rhein auch im Feldzug von 1806. Mit Napoleon marschierte es 1808 in das Herzogtum Warschau und kam in das Gebiet von Danzig. 1809 kehrte es nach Sachsen zurück und kämpfte dann mit dem Korps Thielmann.
1812 ging es mit der Grande Armée im Russlandfeldzug unter.